# Château de Burgk
Le château de Burgk (Schloß Burgk) est un château saxon situé à Burgk qui fait partie de la municipalité de Freital, dans l'arrondissement de Suisse-Saxonne-Monts-Métallifères-de-l'Est. C'est aujourd'hui un musée.

## Histoire
Le château de Burgk a été construit à la Renaissance avec des pignons à volutes caractéristiques de l'architecture nordique de l'époque. Il est restauré au XIXe siècle. La famille von Zeutsch en garde la seigneurie de 1507 à 1742. C'est ensuite la propriété d'un sénateur de Dresde, propriétaire de mines de charbon dans la région. Son descendant, le baron Carl Friedrich August Dahl von Burgk fonde la compagnie des mines de charbons et des forges de la baronnie von Burgk en 1819. Il modernise l'extraction et l'exploitation et en fait une des compagnies les plus dynamiques de la région.
Le musée de la ville de Freital, créé en 1923, dans l'ancien parlement, s'installe dans les murs du château en 1946. On y remarque la collection de Friedrich Pappermann depuis 1993. Il y a aussi une exposition sur l'histoire des mines.

## Source
- (de) Cet article est partiellement ou en totalité issu de l’article de Wikipédia en allemand intitulé « Schloss Burgk (Freital) » (voir la liste des auteurs).